# Њу Бедфорд (Илиноис)
Њу Бедфорд (енгл. New Bedford) град је у америчкој савезној држави Илиноис.

## Демографија
По попису из 2010. године број становника је 75, што је 20 (-21,1%) становника мање него 2000. године.
| Група             | 2000.      | 2010.      |
| Белци             | 91 (95,8%) | 72 (96,0%) |
| Афроамериканци    | 0 (0,0%)   | 0 (0,0%)   |
| Азијати           | 1 (1,1%)   | 1 (1,3%)   |
| Хиспаноамериканци | 3 (3,2%)   | 2 (2,7%)   |
| Укупно            | 95         | 75         |